# Paolo Marella
Paolo Marella (Roma, 25 gennaio 1895 – Roma, 15 ottobre 1984) è stato un cardinale e arcivescovo cattolico italiano.

## Biografia
Nacque a Roma il 25 gennaio 1895 da Luigi Marella e Vincenza Baldoni.

### Ministero episcopale e cardinalato
Il 30 ottobre 1933 fu nominato delegato apostolico in Giappone, in un momento particolarmente delicato per la Chiesa locale.
La Chiesa cattolica sperimentò l'effetto della nuova legge nel settembre 1940, quando il Ministero dell'educazione ordinò una riforma delle comunità religiose. Da molto tempo la propaganda statale aveva creato un clima per il quale si considerava intollerabile che degli stranieri occupassero posti direttivi in una chiesa, come avveniva ancora su larga scala nella Chiesa cattolica. Per prevenire il pericolo di una grave persecuzione, l'arcivescovo Marella convinse tutti gli ordinari stranieri della necessità che essi cedessero la direzione al clero giapponese, se si voleva salvare la Chiesa. Tutti quanti rassegnarono le loro dimissioni presso la Santa Sede. Questa le accettò e occupò subito i posti resisi vacanti con ordinari giapponesi, i quali in un primo tempo diressero le diocesi e le prefetture solo come amministratori. I vescovi rimasero al loro fianco in qualità di vicari generali o di consiglieri. In modo analogo i direttori delle scuole cattoliche trasferirono la direzione a sacerdoti giapponesi.
Il 27 ottobre 1948 fu trasferito alla delegazione apostolica di Australia, Nuova Zelanda e Oceania.
Il 15 aprile 1953 succedette ad Angelo Giuseppe Roncalli, nominato cardinale e patriarca di Venezia, come nunzio apostolico in Francia, incarico che mantenne fino a quando il suo stesso predecessore alla nunziatura di Francia, divenuto papa con il nome di Giovanni XXIII, lo elevò al rango di cardinale nel concistoro del 14 dicembre 1959; il successivo 31 marzo 1960 gli fu assegnato il titolo di Sant'Andrea delle Fratte, appena istituito. 
Il 14 agosto 1961 divenne arciprete della Basilica Vaticana e prefetto della Congregazione della Fabbrica di San Pietro, incarico che mantenne fino alla soppressione della congregazione stessa, il 15 agosto 1967, quando fu confermato alla guida della Fabbrica ma con l'incarico di presidente. L'8 febbraio 1983 rassegnò le dimissioni per raggiunti limiti d'età rimanendo presidente emerito.
Partecipò al conclave del 1963 che elesse Paolo VI.
Dal 19 maggio 1964 fu anche presidente del Segretariato per i non cristiani, appena istituito da papa Paolo VI; rimase alla guida del dicastero fino al 26 febbraio 1973.
Il 15 marzo 1972 fu promosso cardinale vescovo di Porto e Santa Rufina e dal 12 dicembre 1977 ricoprì l'incarico di sottodecano del Collegio cardinalizio.
Morì il 15 ottobre 1984 all'età di 89 anni nella sua residenza romana. I funerali, presieduti da papa Giovanni Paolo II, si tennero presso l'altare della Cattedra nella basilica di San Pietro in Vaticano il 18 ottobre seguente. Fu sepolto nel cimitero del Verano.

## Genealogia episcopale e successione apostolica
La genealogia episcopale è:
- Cardinale Scipione Rebiba
- Cardinale Giulio Antonio Santori
- Cardinale Girolamo Bernerio, O.P.
- Arcivescovo Galeazzo Sanvitale
- Cardinale Ludovico Ludovisi
- Cardinale Luigi Caetani
- Cardinale Ulderico Carpegna
- Cardinale Paluzzo Paluzzi Altieri degli Albertoni
- Papa Benedetto XIII
- Papa Benedetto XIV
- Papa Clemente XIII
- Cardinale Marcantonio Colonna
- Cardinale Giacinto Sigismondo Gerdil, B.
- Cardinale Giulio Maria della Somaglia
- Cardinale Carlo Odescalchi, S.I.
- Cardinale Costantino Patrizi Naro
- Cardinale Serafino Vannutelli
- Cardinale Domenico Serafini, Cong. Subl. O.S.B.
- Cardinale Pietro Fumasoni Biondi
- Cardinale Paolo Marella

La successione apostolica è:
- Arcivescovo Marie-Joseph Lemieux, O.P. (1936)
- Arcivescovo Paul Aijirô Yamaguchi (1937)
- Cardinale Paul Yoshigoro Taguchi (1941)
- Vescovo Michael Wasaburō Urakawa (1942)
- Vescovo Thomas Asagoro Wakida (1947)
- Vescovo Bryan Gallagher (1952)
- Vescovo Giulio Barbetta (1962)
- Cardinale Jacques-Paul Martin (1964)
- Cardinale Julijans Vaivods (1964)
- Arcivescovo Ferdinando Lambruschini (1968)
- Cardinale Mario Nasalli Rocca di Corneliano (1969)